# ЮАС на летних Олимпийских играх 1952
Южно-Африканский Союз принимал участие в Летних Олимпийских играх 1952 года в Хельсинки (Финляндия) в десятый раз за свою историю, и завоевал четыре серебряные, две золотые и четыре бронзовые медали. Десятые олимпийские игры принесли сборной ЮАС десять олимпийских медалей, что является пока что лучшим выступлением ЮАР.

## Медалисты
| Медаль  | Спортсмен                                                | Вид спорта      | Дисциплина                             |
| ------- | -------------------------------------------------------- | --------------- | -------------------------------------- |
| Золото  | Эстер Бранд                                              | Лёгкая атлетика | Женщины, прыжки в высоту               |
| Золото  | Джоан Харрисон                                           | Плавание        | Женщины, 100 м на спине                |
| Серебро | Дафне Хасенъягер                                         | Лёгкая атлетика | Женщины, 100 м                         |
| Серебро | Джордж Истмен Роберт Фоулер Томас Шарделоу Альфред Свифт | Велоспорт       | Мужчины, командная гонка преследования |
| Серебро | Реймонд Робинсон Томас Шарделоу                          | Велоспорт       | Мужчины, тандем                        |
| Серебро | Тёнис ван Схалквик                                       | Бокс            | Мужчины, до 71 кг                      |
| Бронза  | Вилли Тоуил                                              | Бокс            | Мужчины, до 51 кг                      |
| Бронза  | Леонард Лейшинг                                          | Бокс            | Мужчины, до 57 кг                      |
| Бронза  | Андрис Ниман                                             | Бокс            | Мужчины, свыше 81 кг                   |
| Бронза  | Рэймонд Робинсон                                         | Велоспорт       | Мужчины, гит 1000 м                    |

## Результаты соревнований

### Академическая гребля
Соревнования в академической гребле на Играх 1952 года проходили с 20 по 23 июля. В следующий раунд из каждого заезда проходили несколько лучших экипажей (в зависимости от дисциплины). Впервые с 1928 года для проигравших в полуфинале спортсменов был введён ещё один отборочный заезд. В финал A выходили 5 сильнейших экипажей.
Мужчины
| Соревнование | Спортсмены | Предварительный заезд | Предварительный заезд | Предварительный заезд | 1-й отборочный заезд | 1-й отборочный заезд | 1-й отборочный заезд | Полуфинал | Полуфинал | Полуфинал | 2-й отборочный заезд | 2-й отборочный заезд | 2-й отборочный заезд | Финал  | Финал |
| Соревнование | Спортсмены | Заезд                 | Время                 | Место                 | Заезд                | Время                | Место                | Заезд     | Время     | Место     | Заезд                | Время                | Место                | Время  | Место |
| ------------ | ---------- | --------------------- | --------------------- | --------------------- | -------------------- | -------------------- | -------------------- | --------- | --------- | --------- | -------------------- | -------------------- | -------------------- | ------ | ----- |
| одиночки     | Иэн Стивен | 1                     | 7:47,7                | 2 Q                   | не участвовал        | не участвовал        | не участвовал        | 2         | 8:02,3    | 3         | 3                    | 7:38,6               | 1 Q                  | 8:31,4 | 5     |

### Парусный спорт
| Класс | Спортсмены    | Гонка | Гонка | Гонка | Гонка | Гонка | Гонка | Гонка | Очки | Место |
| Класс | Спортсмены    | 1     | 2     | 3     | 4     | 5     | 6     | 7     | Очки | Место |
| ----- | ------------- | ----- | ----- | ----- | ----- | ----- | ----- | ----- | ---- | ----- |
| Финн  | Гельмут Штаух | 12    | 3     | 20    | 9     | 19    | 18    | 13    | 3130 | 16    |